# Baryssinus mimus
Baryssinus mimus är en skalbaggsart som beskrevs av Monné M. A. och Monné M. L. 2007. Baryssinus mimus ingår i släktet Baryssinus och familjen långhorningar. Inga underarter finns listade.